# 芬坎蒂尼集團

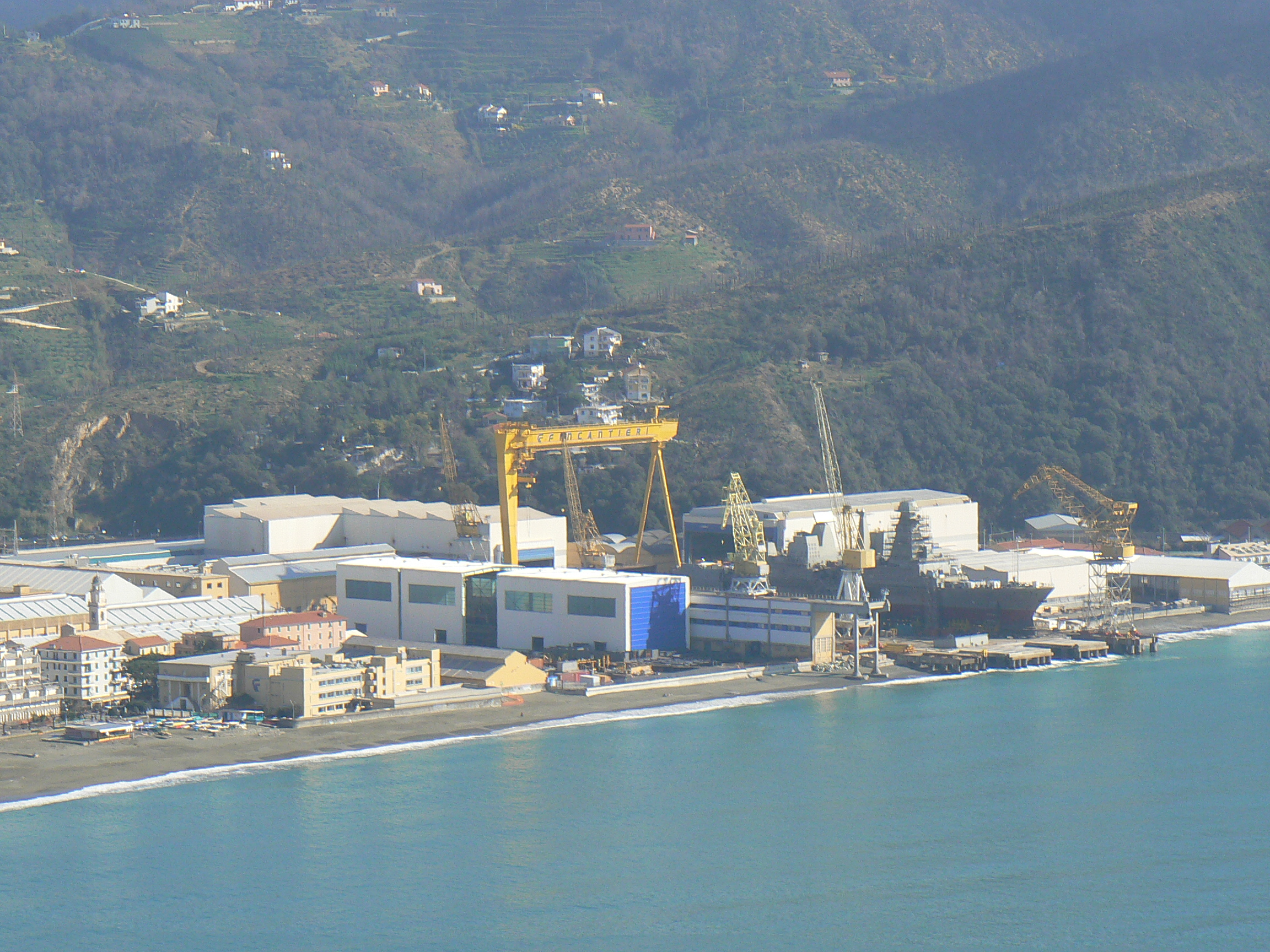
從熱那亞的Punta Manara看Riva Trigoso的造船廠。 在船塢裡即將完工的是地平線級驅逐艦 Caio Duilio(D544)。

芬坎蒂尼（義大利語： 義大利語發音：[finkanˈtjɛːri]） 是一間位於第里雅斯特的義大利造船公司。 身為歐洲最大的造船公司，在2013年收購了Vard及2018年收購50%的STX France後，芬坎蒂尼集團規模擴大至兩倍並成為世界第四大的造船公司 這間公司同時建造商業船隻和軍用船艦。
芬坎蒂尼公司在義大利證券交易所（位於米蘭，倫敦證券交易所集團的一部分）上市並且是 FTSE Italia Mid Cap 指數的成分股。